# 대한민국 행복발전소
《대한민국 행복발전소》는 KBS 1TV에서 2013년 4월 10일부터 2014년 4월 2일까지 방송되었던 시사교양 프로그램이다.

## 기획 의도
대한민국에서 일어나고 있는 사회적 문제점들을 지적하고 이러한 인식들을 개선하기 위해 기획한 텔레비전 프로그램이다.

## 구성
- 깐깐한 시선(진행 : 유상무)
- 행복사용설명서(진행 : 왕배)
- 제로 프로젝트
- 가족은 나의 힘
- 용감한 아빠들
- 안전지왕